# Jabón carbólico

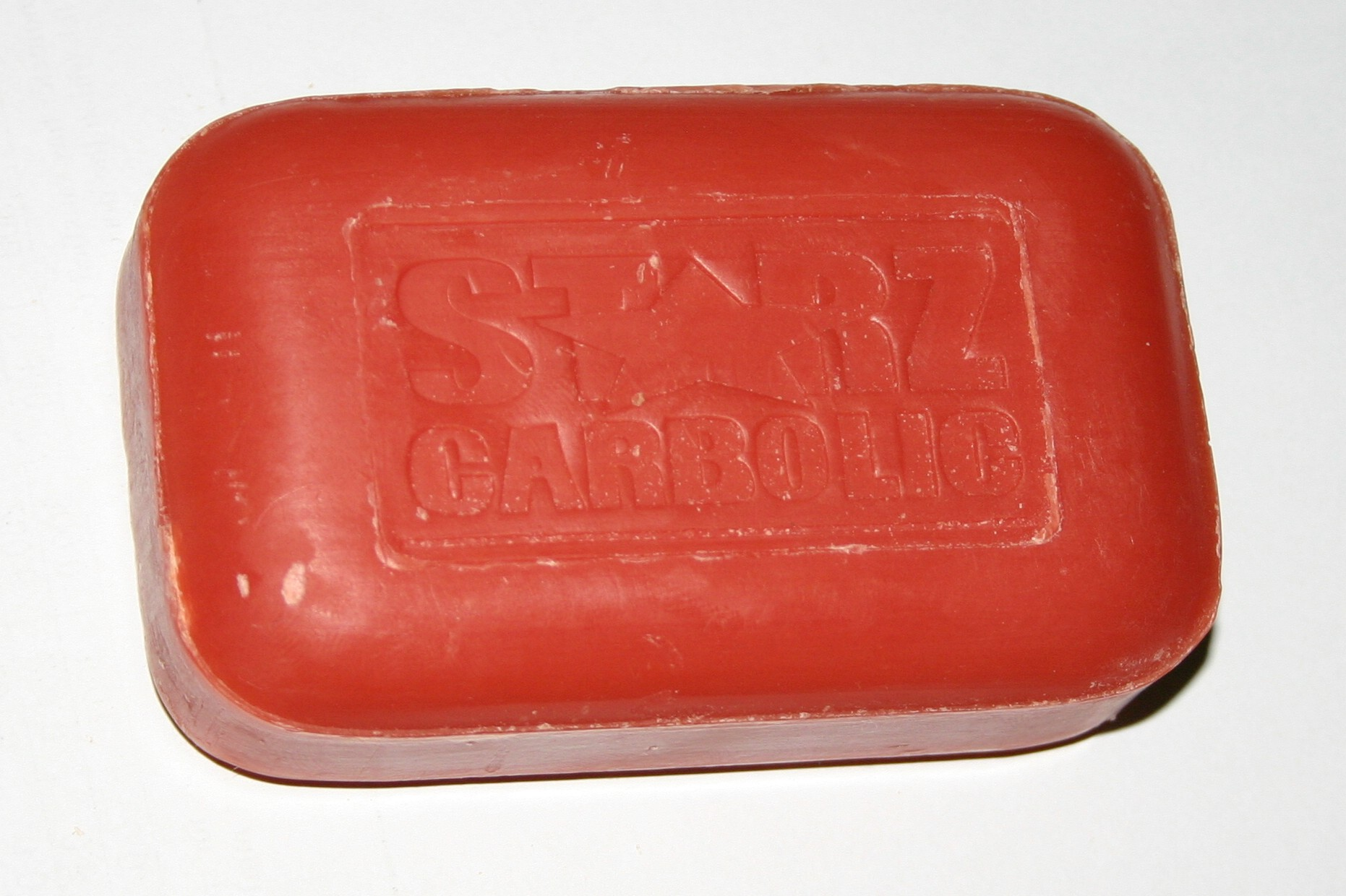
Barra de jabón carbólico

El jabón carbólico, a veces denominado jabón rojo, es un jabón levemente antiséptico que contiene ácido carbólico y/o ácido cresílico, ambos fenoles derivados del alquitrán de hulla o del petróleo.
En 1834 el químico alemán Friedlieb Ferdinand Runge descubrió el fenol, ahora conocido como ácido carbólico, derivado de una forma impura del alquitrán de hulla. En agosto de 1865 Joseph Lister aplicó un trozo de gasa embebida en una solución de ácido carbólico a la herida de un niño de once años que había sufrido una fractura expuesta después de que una rueda de carro le pasara por encima de la pierna. Después de cuatro días, renovó la almohadilla y descubrió que no se había desarrollado ninguna infección, y después de un total de seis semanas se sorprendió al descubrir que los huesos del niño se habían vuelto a fusionar, sin peligro de supuración. Uno de los primeros fabricantes de jabón carbólico fue FC Calvert and Company de Inglaterra, establecida en 1859 y adquirida por Unilever en 1965. En 1894, William Lever, Primer Vizconde de Leverhulme introdujo en el mercado el primer jabón carbólico producido en serie, Lifebuoy.
Una de las características distintivas de este jabón es su color rosa intenso a rojo, que se agregó y se agrega al jabón para designarlo como jabón carbólico. La adición del color rojo se consideró importante debido al hecho de que cuando el jabón carbólico se presentó por primera vez al público en general, era el único jabón germicida disponible. El ácido carbólico se utiliza en una amplia gama de aplicaciones industriales y de productos de consumo y puede irritar la piel.
La Cruz Roja y otras organizaciones de socorro todavía lo distribuyen a las víctimas de desastres para su higiene de rutina.